# Johan Olof Ruthberg
Johan Olof Ruthberg (i riksdagen kallad Ruthberg i Grisbacka), född 11 februari 1824 i Rutvik i Nederluleå socken, död 21 september 1892 i Grisbacka i Umeå landsförsamling, var en svensk kronolänsman och politiker. 
Johan Olof Ruthberg var son till lantbrukaren Per Jönsson och Hedvig Matsdotter i Rutvik, Luleå. Han var kronolänsman i Umeå norra distrikt åren 1850–1892 samt en tid även landskanslist. Han var från 1850-talet bosatt i Grisbacka i Umeå landskommun. Ruthberg innehade en del kommunala uppdrag, bland annat som vice ordförande åren 1876-1885 i Umeå landskommuns kommunalstämma, dess ordförande åren 1886-1892 samt vice ordförande åren 1882-1892 i Umeå landskommuns fattigvårdsstyrelse. Han satt även som ordförande flera år i Hushållningssällskapets filialavdelning i Umeå socken.
Han var riksdagsledamot i andra kammaren vid andra riksmötet 1887 för Västerbottens södra domsagas valkrets.